# São Luís (Odemira)
 São Luís  ist ein Ort und eine Gemeinde (freguesia) im Alentejo in Portugal im Kreis von Odemira mit einer Fläche von 146,6 km² und 1883 Einwohnern (Stand 19. April 2021). Dies entspricht einer Bevölkerungsdichte von 12,8 Einw./km².

## Wirtschaft
Die Gemeinde lebt hauptsächlich von Landwirtschaft, Viehzucht, Gewinnung von Kork und Holzwirtschaft. Außerdem gibt es etwas Handel und Dienstleistungen.